# Tillandsia latifolia
Tillandsia latifolia es una especie de planta epífita dentro del género  Tillandsia, perteneciente a la  familia de las bromeliáceas. Es originaria de Perú. 

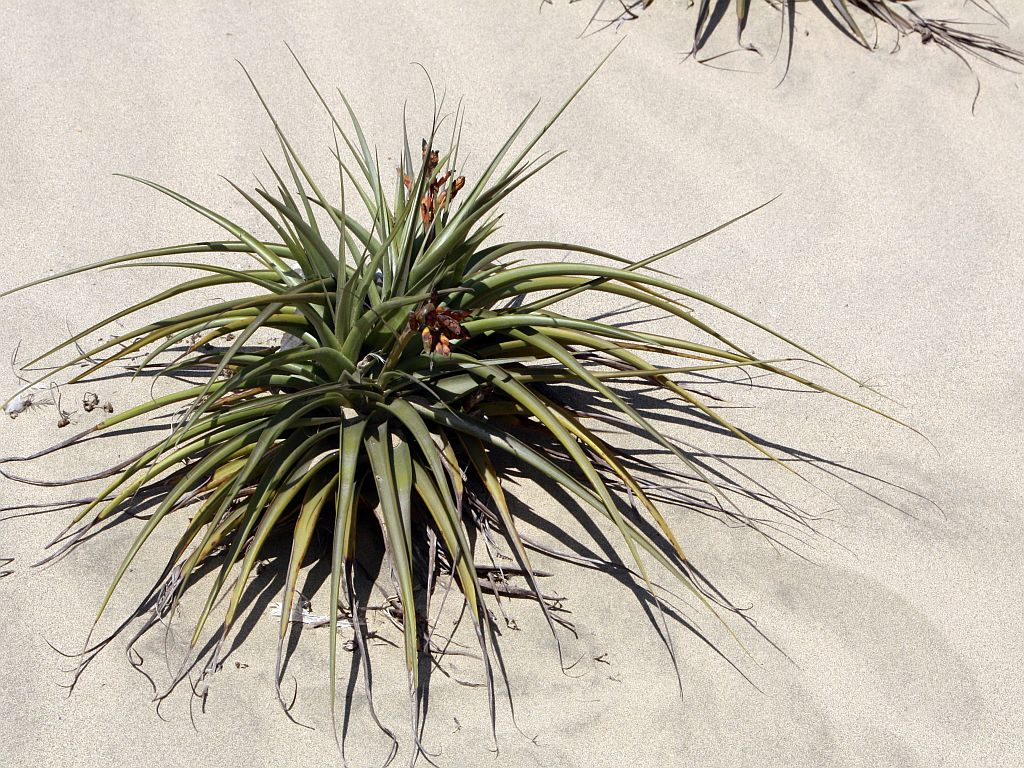
Vista de la planta

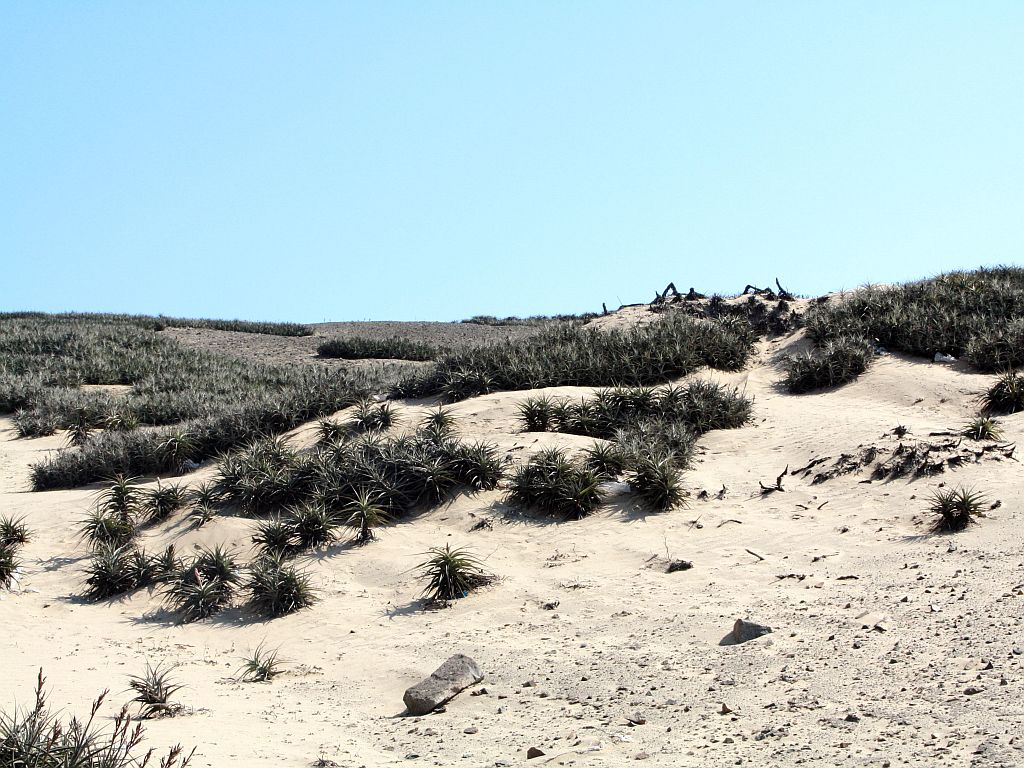
Hábitat

## Cultivares
- Tillandsia 'Black Feather'[1]
- Tillandsia 'Cajatambo'[1]
- Tillandsia 'Canta'[1]
- Tillandsia 'Delgado'[1]
- Tillandsia 'Graffiti'[1]
- Tillandsia 'Tom Thumb'[1]

## Taxonomía
Tillandsia latifolia fue descrita por Franz Julius Ferdinand Meyen y publicado en Reise Erde 2: 45. 1834
Etimología
Tillandsia: nombre genérico que fue nombrado por Carlos Linneo en 1738 en honor al médico y botánico finlandés Dr. Elias Tillandz (originalmente Tillander) (1640-1693).
latifolia: epíteto latíno que significa "con hojas anchas"
Variedades aceptadas
- Tillandsia latifolia var. divaricata (Benth.) Mez
- Tillandsia latifolia var. major Mez

Sinonimia
- Platystachys kunthiana (Gaudich.) Beer
- Platystachys latifolia (Meyen) K.Koch
- Tillandsia gayi Baker
- Tillandsia grisea Baker
- Tillandsia kunthiana Gaudich.
- Tillandsia latifolia var. latifolia
- Tillandsia murorum Mez
- Tillandsia oxysepala Baker[4][5]